# Shane O'Brien (aviron)
Pour les articles homonymes, voir Shane O'Brien.
Shane Joseph O'Brien est un rameur néo-zélandais né le 27 septembre 1960 à Auckland.

## Biographie
Shane O'Brien a gagné l'épreuve de quatre sans barreur aux Jeux olympiques d'été de 1984 à Los Angeles avec comme partenaires Les O'Connell, Conrad Robertson et Keith Trask. 
Il a aussi concouru aux Jeux du Commonwealth de 1986 à Édimbourg, où il a remporté une médaille d'argent en quatre sans barreur et une médaille de bronze en huit.